# Bushism

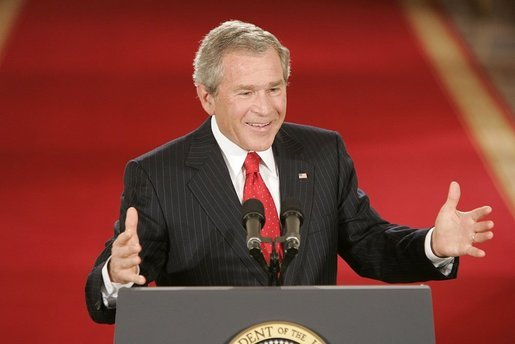
George W. Bush.

 Een Bushism is een unieke taaluiting voortkomend uit het publieke optreden van de Amerikaanse president George W. Bush (ambtstermijn 2001-2009). Dit kan bijvoorbeeld een woord, een zin of een bijzondere uitspraak betreffen.
Vaak komt een Bushism voort uit een situatie waarin de president niet een voorbereid script ter hand heeft, bijvoorbeeld wanneer hij journalisten te woord staat. Er zijn ondertussen al een paar boeken verschenen waarin de dyslexie van de president wordt beschreven.

## Voorbeelden
De reactie van Bush op een vraag van een reporter of Donald Rumsfeld moest aanblijven als Minister van Defensie:
I hear the voices, and I read the front page, and I know the speculation. But I'm the decider, and I decide what is best. And what's best is for Don Rumsfeld to remain as secretary of defense. (18 april 2006)
Bij het tekenen van de defensiebegroting van 2005:
Our enemies are innovative and resourceful, and so are we. They never stop thinking about new ways to harm our country and our people, and neither do we." (5 augustus 2004)
In het Oval Office, Bush samen met Paul Bremer:
The ambassador and the general were briefing me on the — the vast majority of Iraqis want to live in a peaceful, free world. And we will find these people and we will bring them to justice." (27 oktober 2003)